# (20799) Ashishbakshi
(20799) Ashishbakshi (2000 SU172) – planetoida z pasa głównego asteroid okrążająca Słońce w ciągu 5,47 lat w średniej odległości 3,1 j.a. Odkryta 27 września 2000 roku.